# Кто убил Бэмби?
Кто убил Бэмби? (фр. Qui a tué Bambi?) — французский фильм-триллер 2003 года, первый полнометражный проект режиссёра Жиля Маршана. Фильм участвовал во внеконкурсной программе 56-го Каннского кинофестиваля в 2003 году.	В России фильм вышел 8 апреля 2004 года.

## Сюжет
Молодая студентка-медик Изабель стажируется в отделении хирургии, где работает её кузина. Ночью в углу лучшей большой больницы она встречает доктора Филиппа. Его хладнокровие и уверенность в себе завораживают наивную девушку. Внезапно почувствовав сильное головокружение, Изабель теряет сознание на глазах у доктора, за что тот дает ей прозвище Бэмби. День за днём недомогания повторяются, и наставник, который проводит в больнице дни и ночи, все больше и больше интригует Изабель, довольно навязчиво интересуясь её недугом. Изабель не догадывается, что по ночам волшебный Филипп возвращается в больницу и тайком «посещает» молодых беспомощных пациенток. Но зачем? И почему ночью? Исчезновение одной из больных заставляет Изабель задуматься. Какое отношение к загадочным событиям в больнице и к её головокружениям имеет её новый знакомый?

## В ролях
| Актёр           | Роль            |
| --------------- | --------------- |
| Софи Кинтон     | Изабель/«Бэмби» |
| Лоран Люка      | доктор Филипп   |
| Катрин Жакоб    | Вероника        |
| Ясмин Бельмади  | Сами            |
| Валери Донзелли | Натали          |